# Руфете, Франсиско
Франси́ско Хоаки́н Пе́рес Руфе́те (исп. Francisco Joaquín Pérez Rufete; род. 20 ноября 1976[…], Бенехусар) — испанский футболист, наиболее известный по выступлениям за клубы «Малага», «Валенсия», «Эспаньол» и «Эркулес».
С 27 июня по 20 июля 2020 года исполнял обязанности главного тренера «Эспаньола».

## Профессиональная карьера

### Клубная
Франсиско Руфете — воспитанник футбольной школы «Барселоны», за дубль которой он выступал в 1995-97 годах. Иногда Франсиско привлекался к тренировкам основной команды «сине-гранатовых», но за два года сыграл лишь один матч в Примере — против «Депортиво» (в последнем туре чемпионата Испании 1995/96).
Не пробившись в основной состав каталонцев, Руфете отправился сначала в аренду, в клуб Сегунды «Толедо», а потом был продан «Малаге» (июль 1998 года). За два сезона Руфете стал заметной персоной в составе андалусийцев и заслужил вызов в сборную Испании, а также предложение о переходе от «Валенсии» — клуба, который в начале 2000-х вновь заявил о своих претензиях на ведущие позиции в испанском футболе.
С «Валенсией» Руфете выиграл национальный чемпионат (2002 и 2004), Кубок УЕФА (2004), европейский Суперкубок (2004). В первый же сезон за «летучих мышей» Руфете завоевал место в стартовом составе; несмотря на то, что Франсиско находился в тени своих партнёров по атаке — Висенте, Барахи и Аймара, — он вносил существенный вклад в игру и победы валенсийцев. В 27-м туре чемпионата Испании-2003/04 дубль Руфете принёс «Валенсии» важную победу над «Сельтой», а через месяц он стал героем матча Кубка УЕФА «Валенсия» — «Бордо».
Летом 2006 года Руфете в качестве свободного агента перебрался в барселонский «Эспаньол» и с ходу чуть было не повторил одно из своих достижений — в финале Кубка УЕФА 2006/07 каталонцы по пенальти уступили «Севилье». Но в целом карьера Руфете в новом клубе сложилась не очень удачно: травмы и конкуренция вынудили его большую часть времени проводить на скамейке запасных, да и уровень игры «Эспаньола» после впечатляющего успеха в Европе заметно снизился.
В 2009—2012 годах Руфете играл за клуб «Эркулес» из Аликанте и помог ему впервые за 13 лет подняться в Примеру (сезон 2010/11).

### В сборной
За сборную Испании Руфете провёл три матча, все в 2000 году — два товарищеских и один официальный (отборочная игра чемпионата мира-2002 Испания — Австрия).

## Достижения
«Валенсия»
- Чемпион Испании (2): 2001/02, 2003/04
- Обладатель Кубка УЕФА: 2003/04
- Обладатель Суперкубка Европы: 2004

Итого: 4 трофея
 Эспаньол
- Финалист Кубка УЕФА: 2006/07

 Сборная Испании
- Чемпион Европы среди юношей: 1995